# 扎霍羅夏
50°32′6″N 26°16′39″E / 50.53500°N 26.27750°E
扎霍羅夏（烏克蘭語：Загороща），是烏克蘭西北部里夫内州里夫内区科尔宁市镇的村落。始建於1890年，面積0.45平方公里，海拔高度192米，2001年人口503，人口密度每平方公里1,117.8人。